# Walter III. Brisebarre
Walter III. Brisebarre († nach Oktober 1179) war Herr von Beirut, später Herr von Blanchegarde im Königreich Jerusalem.
Er war der älteste Sohn von Guido II. Brisebarre und seiner Gattin Maria. Nach dem Tod seines Vaters folgte er diesem als Herr von Beirut.
Um 1166 verkaufte er Beirut an König Amalrich I. von Jerusalem und erhielt stattdessen die bislang zur Krondomäne gehörende Burg Blanchegarde, die zur Herrschaft erhoben wurde.
In erster Ehe war er mit Helena von Milly († vor 18. November 1168) verheiratet. Helena war die Tochter von Philipp von Milly, Herr von Montreal und Oultrejordain. Aus ihrem Recht wird er 1168 auch als Herr von Montreal urkundlich genannt. Nach ihrem Tod ging der Titel allerdings an Helenas jüngere Schwester Stephanie von Milly und deren spätere Ehemänner über. Mit Helena hatte er eine Tochter:
- Beatrix.

In zweiter Ehe heiratete er Agnes, die Tochter der Helvis von Tiberias und Enkelin des Hugo von Saint-Omer, Fürst von Galiläa. Mit ihr hatte er vier Töchter und einen Sohn Kinder:
- Bermonde (auch Reimonde, * nach November 1168; † nach Februar 1186) ⚭ vor Juni 1183 Bertram († nach Juli 1217), Herr von Margat;
- Gilles († nach 1220), Herr von Blanchegarde, ⚭ Agnes von Leiron, Nichte des Aimerich von Lairon, Herr von Caesarea;
- Margarethe ⚭ Wilhelm Porcelet;
- Eschiva ⚭ Joscelin von Gibelet, Herr von Avegore;
- Orable ⚭ Estace de Neuvilles.

Nach seinem Tod folgte ihm sein Sohn Gilles als Herr von Blanchegarde.